# Oppido Mamertina

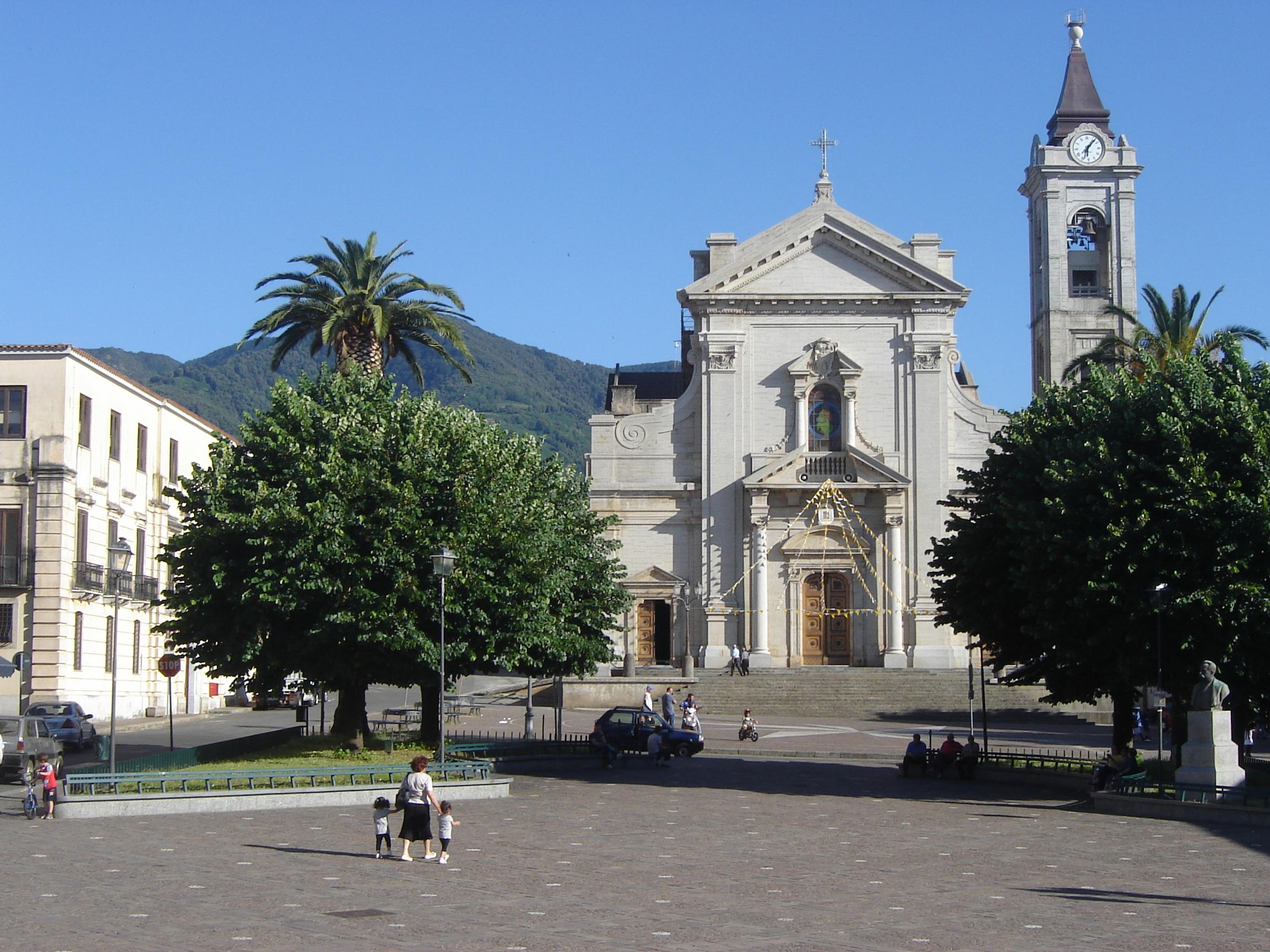
Blick auf die Fassade der Kathedrale Oppido Mametina, fotografiert von der Piazza Umberto primo

Oppido Mamertina (im lokalen Dialekt: Oppidù oder Ofidus) ist eine süditalienische Gemeinde (comune) mit 4725 Einwohnern (Stand 31. Dezember 2023) in der Metropolitanstadt Reggio Calabria in Kalabrien. Die Gemeinde liegt etwa 35 Kilometer nordöstlich von Reggio Calabria am Parco nazionale dell'Aspromonte und ist Sitz des Bistums Oppido Mamertina-Palmi.

## Geschichte
Die Gemeinde mag auf das antike Mamerta zurückzuführen sein, dessen Existenz (ab etwa 300 vor Christus) nicht sicher ist. 1040 wird die Gemeinde erstmals mit ihrem heutigen Namen erwähnt, wenige Jahre später hält die Einwohnerschaft dem Ansturm der Normannen lange stand, bis 1056 schließlich doch die Mauern fallen. 1783 und 1908 zerstören Erdbeben weite Teile der Gemeinde. Heute ist die Gemeinde ein wichtiger Unterschlupf der ’Ndrangheta.

## Verkehr
Durch die Gemeinde führt die frühere Strada Statale 111 di Gioia Tauro e Locri (heute Provinzstraße 1) und die frühere Strada Statale 112 d'Aspromonte (heute Provinzstraße 2).